# Арьев, Тувий Яковлевич
Тувий Яковлевич А́рьев (1907 — 1981) — советский хирург. Генерал-майор медицинской службы.

## Биография

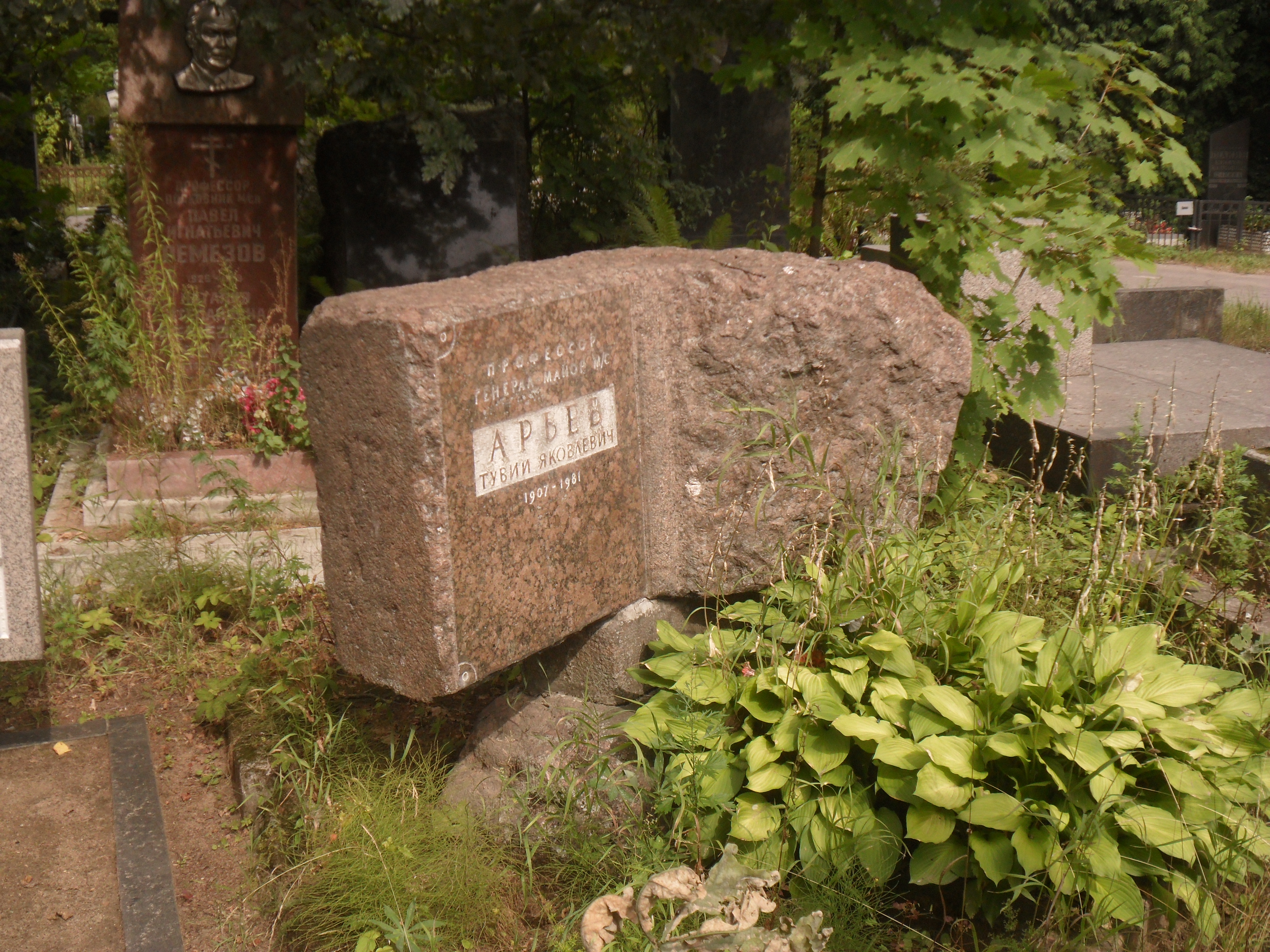
Могила Арьева на Богословском кладбище Санкт-Петербурга.

Родился 18 (31) декабря 1907 года в Красном Селе. В 1931 году окончил 2-й Ленинградский медицинский институт. В рядах РККА с 1932 года, служил в войсках. С 1935 года — адъюнкт ВМА имени С. М. Кирова. Затем — на лечебной работе.
Был в действующей армии во время советско-финской войны 1939—1940 годов.
В период Великой Отечественной войны, с июля 1941 года, — на Карельском фронте: помощник начальника военно-санитарного управления, с марта 1942 года — старший инспектор — врач-специалист Управления фронтового эвакопункта-96, с февраля 1943 года — армейский хирург 7-й отдельной армии, заместитель главного хирурга.
С 1944 года — преподаватель ВМА имени С. М. Кирова. В 1951—1957 годах — начальник кафедры военно-полевой хирургии военно-медицинского факультета Саратовского медицинского института.
Был инициатором создания первой в стране кафедры термических поражений (1960) в ВМА имени С. М. Кирова и её первым руководителем.
В 1969 году вышел в отставку.
Умер 16 марта 1981 года. Похоронен в Ленинграде на Богословском кладбище.

## Научная деятельность
Изучал проблемы лечения ожогов и отморожений, последствий огнестрельных ранений, в том числе хронического остеомиелита. Автор 80 научных трудов.

### Избранные труды
- Арьев Т. Я. Как бороться с отморожениями. — Л.: Обл. дом сан. просвещения Леноблздравотдела, 1941. — 16 с.
- Арьев Т. Я. Как предохранить себя и товарища от отморожения : [Памятка]. — [Л.]: Медгиз, 1940. — 16 с.
  - . — Хабаровск: Дальгиз, 1941. — 15 с.
  - . — Медгиз, 1942. — 15 с.
  - Оберегай себя и товарища от отморожения. — М.: Медгиз, 1941. — 8 с.
- Арьев Т. Я. Оперативная техника первичной обработки ран / Под общ. ред. С. С. Гирголава. — М.: Медгиз, 1942. — 20 с. — (В помощь войсковому врачу).
- Арьев Т. Я. Основные черты современного учения об отморожении. — М.: Медгиз, 1943. — 48 с.
- Арьев Т. Я. Отморожение : Патологич. анатомия, патологич. физиология, патогенез, клиника, профилактика, лечение / С предисл. и под ред. С. С. Гирголава. — Л.: Медгиз, 1938. — 204 с.
  - . — 2-е изд., испр. и доп. — Л.: Медгиз, 1940. — 224 с.
- Арьев Т. Я. Принципиальные положения в лечении отморожений // Тр. / Военно-Медицинская Академия Красной Армии им. С.М. Кирова. — Л., 1941. — Т. 29. — С. 197—205.
- Арьев Т. Я. Уход за хирургическим больным на дому : (Краткий справочник). — [Л.]: Медгиз, 1941. — 36 с.
- Арьев Т. Я., Белов А. И., Никольский Н. В. О диагностике костных заболеваний помощью акустического анализа. — Л.: Изд-во Всес. ин-та эксперимент. медицины, 1934. — 62 с.
- Гирголав С. С., Арьев Т. Я., Локтионов С. Д. Материалы по изучению контингентов раненых в боях у рек Халхин-Гол // Тр. / Военно-Медицинская Академия Красной Армии им. С. М. Кирова. — Л., 1941. — Т. 29. — С. 166—179.

## Награды
- орден Ленина
- орден Боевого Красного Знамени
- орден Трудового Красного Знамени
- орден Отечественной войны II степени (2.7.1944)
- два ордена Красной Звезды (15.8.1942;)
- Сталинская премия второй степени (1943) — за научную разработку новых методов, ускоряющих лечение при обморожении (вместе с С. С. Гирголавом и В. Н. Шейнисом передал премию в Фонд обороны)
- медали
- Государственная премия СССР 1982 год (посмертно)